# Renault Monaquatre
El Renault Monaquatre (Tipo UY) es un automóvil de la marca francesa Renault. Aparece en el mercado en octubre de 1931 como continuación del Primaquatre del que toma su carrocería con ligeras modificaciones. En el salón de 1932 aparece una versión nueva (YN1) con un motor más potente. El motor tiene una variación importante al pasar de 1300 c.c. a 1460 c.c. En el salón de octubre de 1933 se presenta otra versión la YN2 que presenta una inclinación en el capo delantero, que se fabrica solamente tres meses hasta final del año y es precursora de lo que sería el YN 3 con una carrocería nueva más aerodinámica. Finalizó su producción en septiembre de 1935. Fue fabricado en las factorías de la Isla de Seguin, que se habían inaugurado en 1929.
Especificaciones:
- Motor Gasolina Delantero longitudinal con 4 cilindros en línea. Cilindrada: 1463 c.c. Diámetro: 70 mm. Carrera: 95 mm. Potencia : 30 CV.

- Alimentación: Carburador invertido Solex. Encendido: Delco, Dinamo y Batería de 6 V.

- Refrigeración: Agua. Caja de cambios con palanca al suelo de tres velocidades (2ª y 3ª sincronizadas) y marcha atrás. Carrocería de cuatro puertas construida en acero y madera montada sobre un chasis de acero.

- Frenos: de varilla. Delanteros de tambor, traseros de tambor.

- Suspensión: Delantera; Ballestas longitudinales y amortiguadores hidráulicos, Trasera; ballesta transversal y amortiguadores hidráulicos.

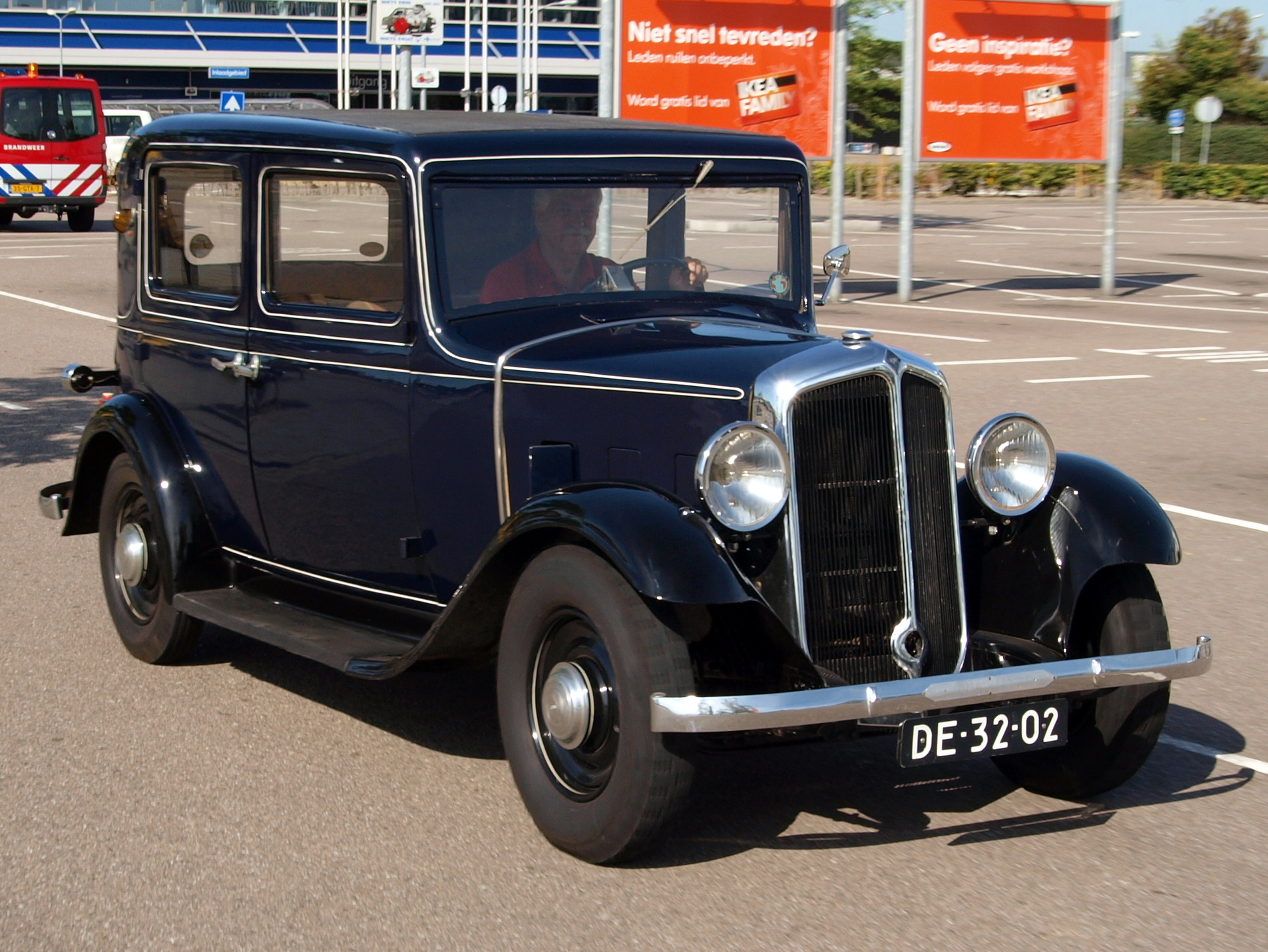
Renault Monaquatre 1932
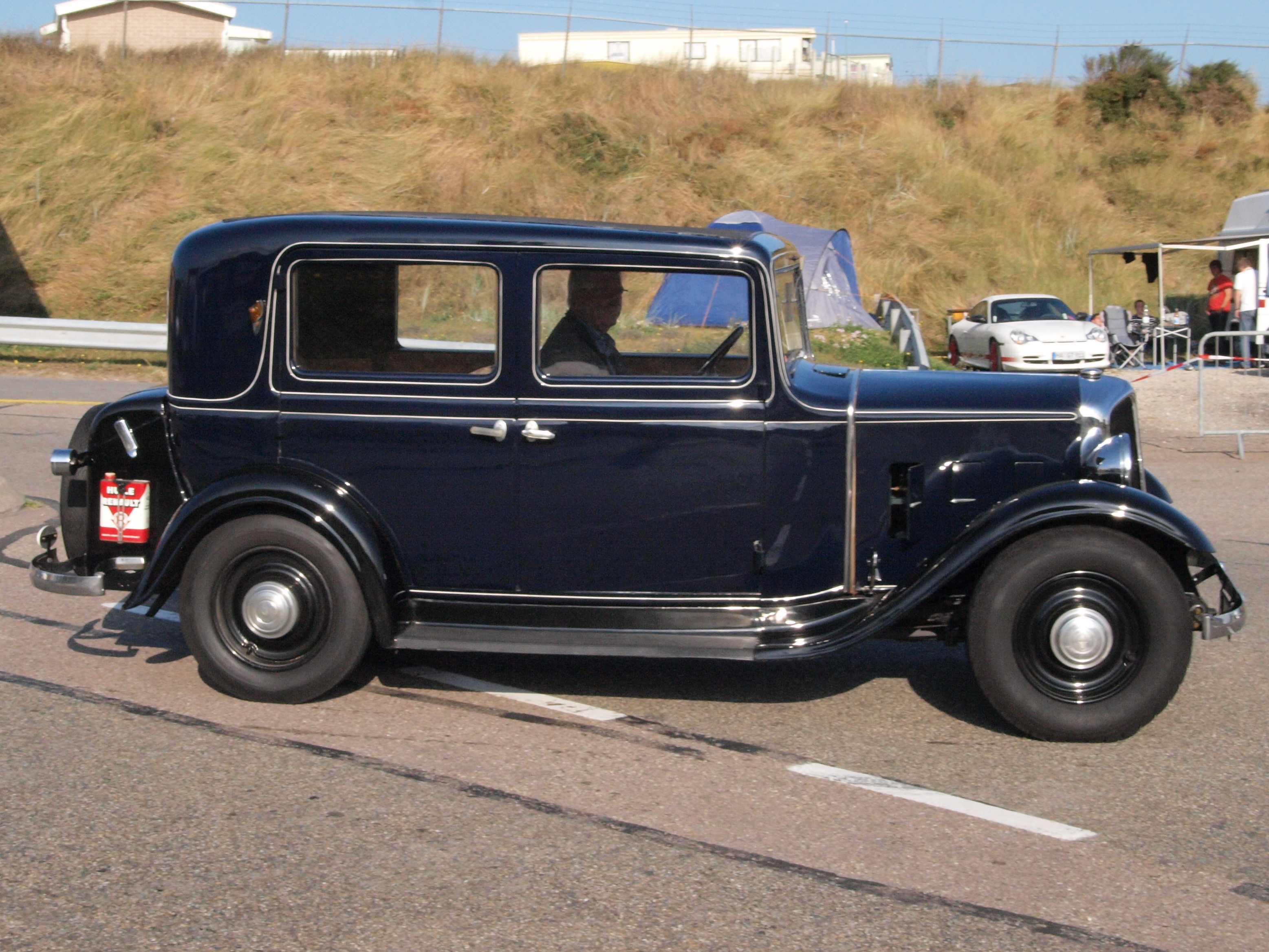
Renault Monaquatre 1932
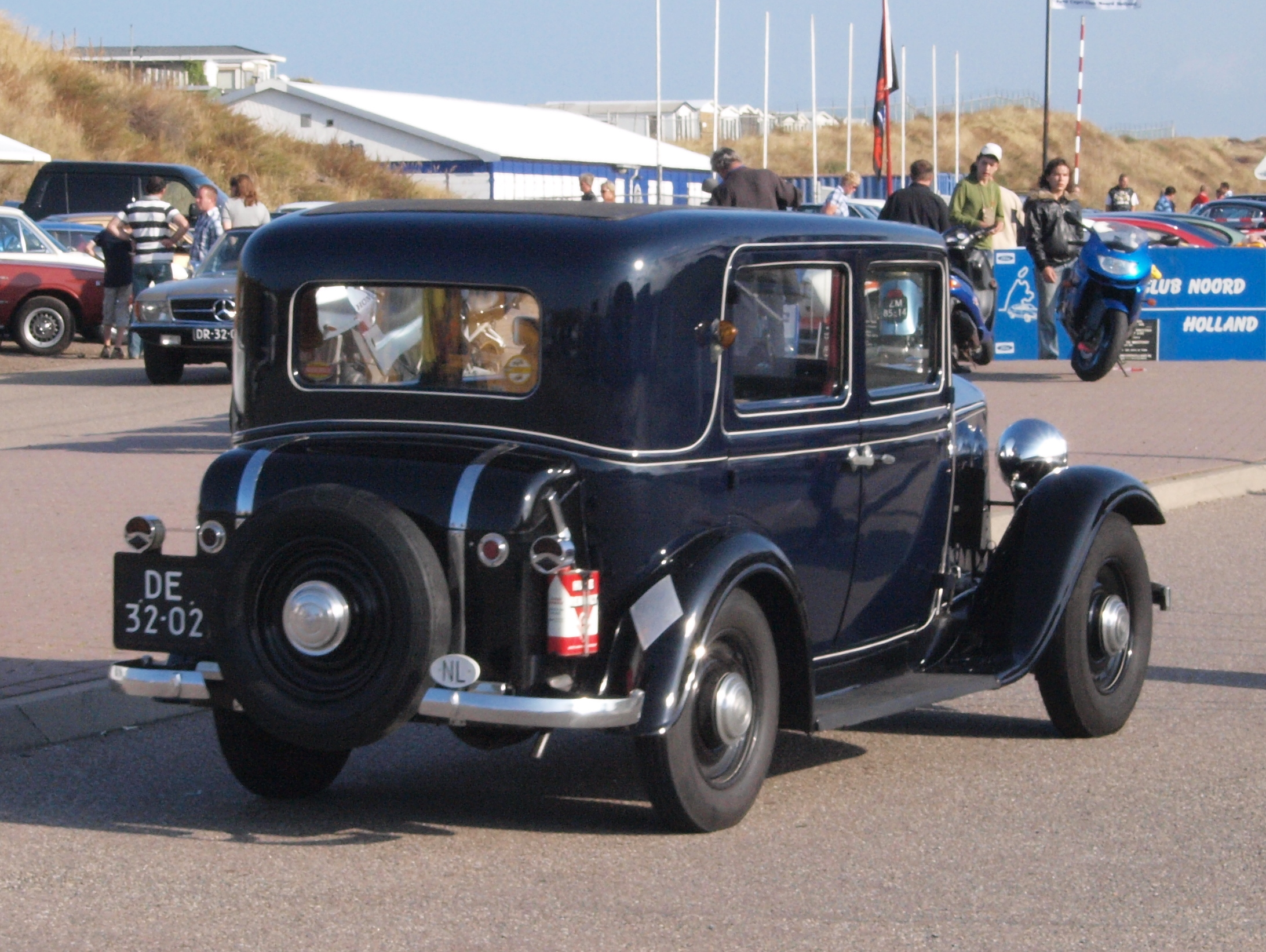
Renault Monaquatre 1932